# Grécia nos Jogos Olímpicos de Inverno de 1972
A Grécia competiu nos Jogos Olímpicos de Inverno de 1972, em Sapporo, no Japão.